# Districte del Jura-Nord vaudois

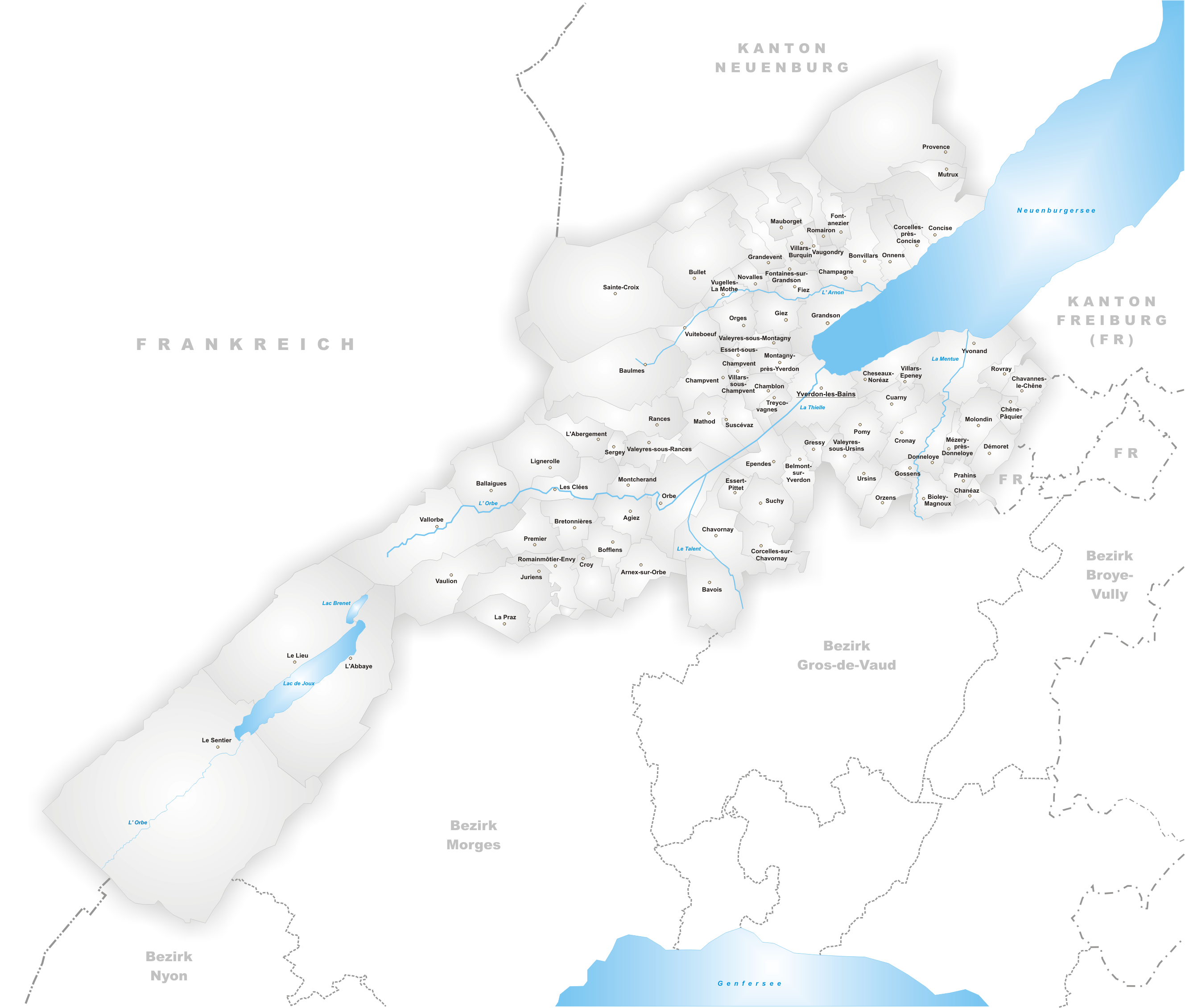
El districte de Jura-Nord vaudois

El Districte del Jura-Nord vaudois és un dels districtes actuals del cantó suís de Vaud. Té 74549 habitants (cens del 2005) i 702,59 km². Després de la reforma dels districtes del cantó té 83 municipis i el cap és Yverdon-les-Bains.

## Llista de municipis
- L'Abbaye

- L'Abergement
- Agiez
- Arnex-sur-Orbe
- Ballaigues
- Baulmes
- Bavois
- Belmont-sur-Yverdon
- Bioley-Magnoux
- Bofflens
- Bonvillars
- Bretonnières
- Bullet
- Chamblon
- Champagne
- Champvent
- Chanéaz
- Chavannes-le-Chêne
- Chavornay
- Chêne-Pâquier
- Cheseaux-Noréaz
- Concise
- Corcelles-près-Concise
- Corcelles-sur-Chavornay
- Cronay
- Croy
- Cuarny
- Démoret
- Donneloye
- Ependes
- Essert-Pittet
- Essert-sous-Champvent
- Fiez
- Fontaines-sur-Grandson
- Fontanezier
- Giez
- Grandevent
- Grandson
- Gressy
- Juriens
- Le Chenit
- Le Lieu
- Les Clées
- Lignerolle
- Mathod
- Mauborget
- Molondin
- Montagny-près-Yverdon
- Montcherand
- Mutrux
- Novalles
- Onnens
- Orbe
- Orges
- Orzens
- Pomy
- Prahins
- La Praz
- Premier
- Provence
- Rances
- Romainmôtier-Envy
- Romairon
- Rovray
- Sainte-Croix
- Sergey
- Suchy
- Suscévaz
- Treycovagnes
- Ursins
- Valeyres-sous-Montagny
- Valeyres-sous-Rances
- Valeyres-sous-Ursins
- Vallorbe
- Vaugondry
- Vaulion
- Villars-Burquin
- Villars-Epeney
- Villars-sous-Champvent
- Vugelles-La Mothe
- Vuitebœuf
- Yverdon-les-Bains
- Yvonand